# Dan Ceman
Dan Ceman (n. 25 de julio de 1973) es un jugador de hockey sobre hielo de Canadá y entrenador.
Más recientemente, Ceman fue el jugador-entrenador con el Dundee Estrellas de la Liga Elite de hockey sobre hielo, un cargo que ocupó desde el comienzo de la temporada 2010-11 EIHL. El 7 de diciembre de 2011,  el equipo que estaba último en la liga, Dundee anunció que Ceman había sido despedido para ser reemplazado por el entrenador asistente Brent Hughes.